# Felicia de Sicilia

Blasón de la Casa Altavilla en Sicilia.

Felicia (1076-1102) princesa normanda de Sicilia. Reina consorte de Hungría, primera esposa del rey Colomán de Hungría.

## Biografía
Felicia nació cerca de 1076, como hija del conde Roger I de Sicilia y de la condesa Eremburga de Mortain. En mayo de 1097 se celebró su matrimonio con el recientemente coronado rey Colomán de Hungría en la ciudad húngara de Székesfehérvár y de esta manera se buscaba fortalecer las relaciones húngaro-sicilianas en contra de los venecianos.
La primera hija de Felicia fue Sofía de Hungría, la cual nació cerca de 1100. Después, en 1101 dio a luz a dos hijos gemelos: Ladislao y Esteban; el primero murió a temprana edad, y el segundo sucedió en el trono a su padre en 1116. La reina consorte murió en 1102 y sus restos mortales fueron enterrados en la basílica de Székesfehérvár. Luego de su muerte, alrededor de un año y medio después, Colomán volvió a casarse, tomando como esposa a Eufemia de Kiev, la hija del Príncipe de Vladímir II Monómaco de Kiev.
| Predecesor: Adelaida de Rheinfelden | Reina consorte de Hungría 1097-1102 | Sucesor: Eufemia de Kiev |